# Christuskerk (Hollen)
De Christuskerk (Duits: Christus-Kirche) is een protestants kerkgebouw in Hollen, een dorp dat deel uitmaakt van de gemeente Uplengen in de Duitse deelstaat Nedersaksen. De neogotische kerk werd in 1896 gebouwd ter vervanging van de voor-reformatorisch kerkgebouw.

## Geschiedenis
Een eerste kerk in Hollen werd vermoedelijk in de eerste helft van de 13e eeuw gebouwd. Het gebouw bevond zich op het oude kerkhof, ten oosten van de pastorie. Het betrof een typisch Oost-Friese zaalkerk, opgetrokken van kloostermoppen in romaanse stijl.
In de 19e eeuw werd deze kerk echter steeds bouwvalliger en voor de groeiende bevolking werd het gebouw bovendien te klein. Alzo besloot de gemeente tot de afbraak van de oude kerk en de bouw van een nieuwe kerk op een andere plek in het dorp. Onder leiding van de architect Conrad Wilhelm Hase (1818–1902) werd begonnen met de bouw. Waarschijnlijk om de kosten te drukken werd de toren zeven meter korter uitgevoerd dan de oorspronkelijke opzet was. Twee jaar na aanvang van de bouw kon de kerk op 11 oktober 1896 plechtig worden ingewijd.
Tijdens de Eerste Wereldoorlog moesten de kerkklokken worden afgegeven om ze te laten omsmelten. Enkele jaren na de oorlog werd de kerk in de jaren 20 door een brand getroffen en vervolgens weer gerenoveerd. In 1925 werden twee nieuwe klokken geïnstalleerd, waarvan één tijdens de Tweede Wereldoorlog werd omgesmolten. Na de oorlog werd de ontbrekende klok vervangen door een nieuwe.

## Beschrijving
De Christuskerk werd in de toen populaire neogotische stijl gebouwd. De stijl manifesteert zich met name in het kerkschip met twee traveeën, het dubbele dwarsschip en het koor met steunberen en maaswerkvensters. Neogotische kenmerken worden ook aangetroffen in de westelijke toren met de smalle, hoge vensters. Het kerkschip heeft een houten plafond, waarvan de naar boven lopende balken van houtsnijwerk en beschildering zijn voorzien. Het koor is van een kruisribgewelf voorzien, dagkanten, bogen en omlijstingen zijn voorzien van metselwerk van rode baksteen. Langs de altaarboog zijn in gotische letters de woorden "Jesus Christus gestern und heute und Derselbe auch in Ewigkeit" aangebracht. 

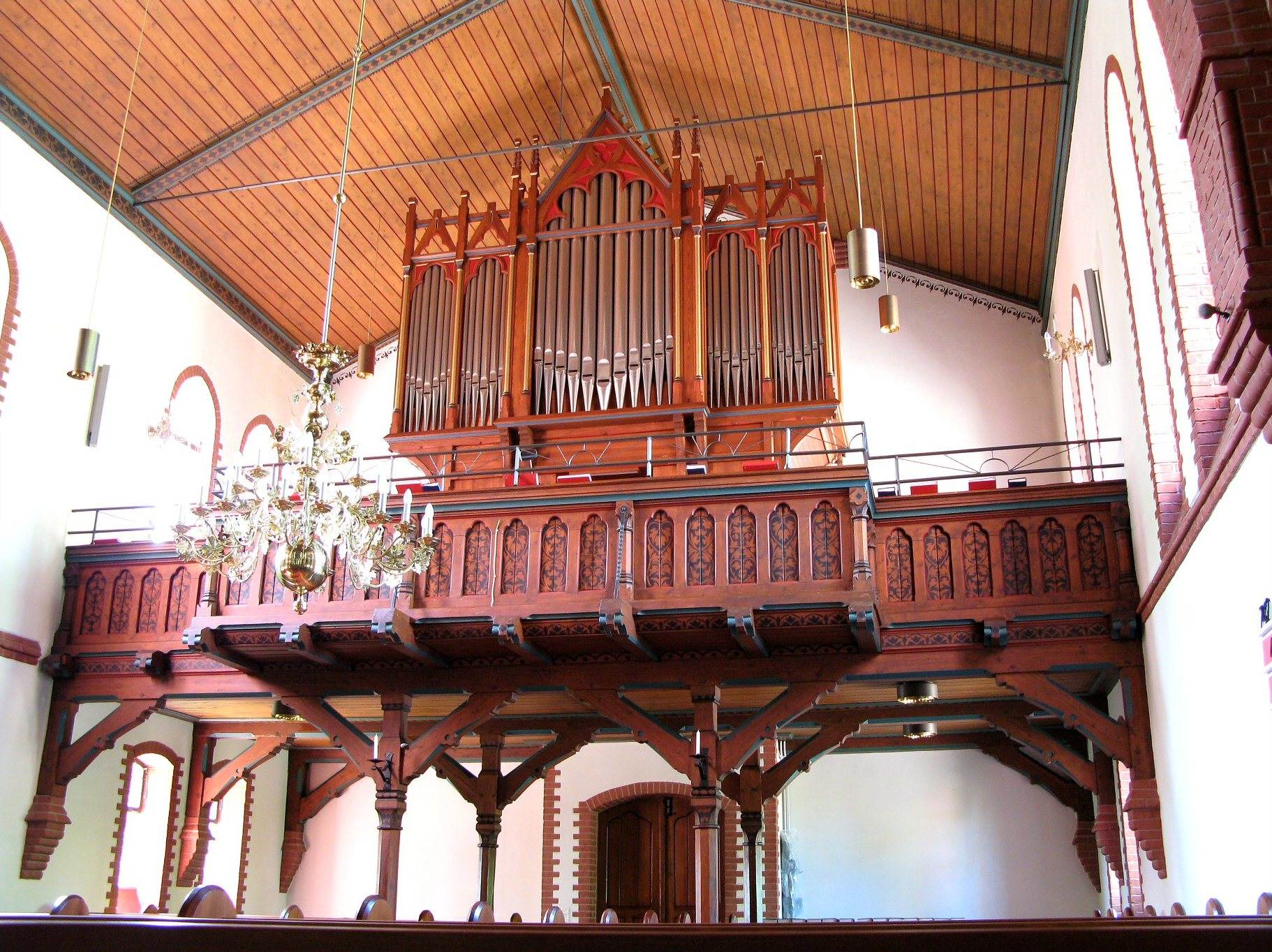
Orgel

## Inrichting
De renaissance-kansel werd vanuit de oude kerk meegenomen. De kansel werd in 1655 in Leer gemaakt. Op de kuip worden de vier evangelisten met hun symbolen getoond. De opgang en de ondersteuning van de kansel zijn 19e-eeuws. Het doopvont en het Christusbeeld stammen uit het jaar 1903. Het altaar is in 1990 nieuw gemaakt, maar lijkt op het neogotische altaar uit 1896, waarvan het crucifix werd overgenomen.
Het orgel heeft twaalf registers verdeeld over één manuaal en pedaal. Het werd in 1989 gebouwd door de orgelbouwer Alfred Führer uit Wilhelmshaven. Op verzoek van de kerk sluit de nieuwe orgelkas zo veel mogelijk aan bij het oorspronkelijke neogotische ontwerp.